# 驴桥定理

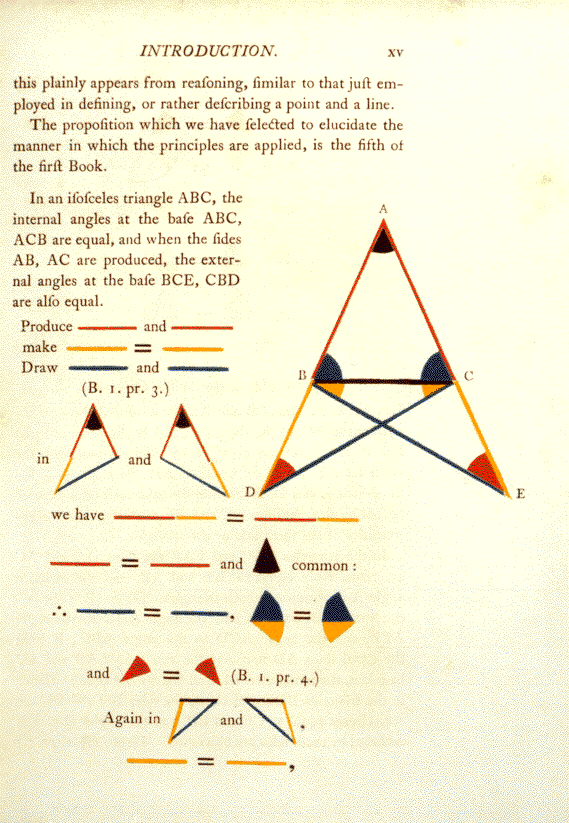
Byrne版幾何原本中，驢橋定理的內容，有列出部份欧几里得的證明

驢橋定理（拉丁語：Pons asinorum），也稱為等腰三角形定理，是在欧几里得几何中的一個數學定理，是指等腰三角形二腰對應的二底角相等。此定理出現在欧几里得的幾何原本第一卷命題五。
有關其名稱驢橋定理的由來有二種：一種是幾何原本中的示意圖即為一座橋；另外一種較為大家接受的說法，則是指這是幾何原本中第一個對於讀者智力的測試，並且做為後續更困難命題的橋樑。幾何學是列在中世紀的四術之中，驢橋定理是在幾何原本的前面出現的較困難命題，是數學能力的一個門檻，也稱之為「笨蛋的難關」，無法理解此一命題的人可能也無法處理後面更難的命題。
無論其名稱的由來為何，驢橋定理一詞已變成了一種隱喻，暗示對能力或了解程度的關鍵測試，可以區分了解及不了解的人。

## 證明

### 欧几里得的證明

欧几里得幾何原本第一卷的命題五

欧几里得的證明包括第二個結論，就是若三角形的二腰延伸超過底邊，則二腰延長線和底邊的夾角也會相等。欧几里得的證明中包括了繪製二腰延長線的輔助線，但當時的數學家普罗克鲁斯指出他沒有用到第二個結論，而且若在三角形內部繪輔助線，會使證明比較簡單。欧几里得的證明用到稱為SAS的三角形全等，是幾何原本中的上一個命題。

### 其他證明方式

人教版數學教科書證明

在教科書（例如人教版數學教科書在八年級“軸對稱”一章）上常見的作法是作頂角A的角平分線。此證明方式比歐幾里德的簡單，但在幾何原本中命題9才是作角平分線，因此若幾何原本中在命題5就使用角平分線，會有循環論證的問題。
其證明如下：
1. 令三角形為ABC，其中線段AB = 線段AC。
2. 作角BAC的角平分線，和線BC交與X點。
3. 線段AB = 線段AC，線段AX和自身等長，而且角BAX = 角CAX，因此依照SAS全等，三角形BAX和CAX全等，因此可得角B和角C相等。

勒讓德在《几何原理》用了一個類似的方式證明，不過令X是線段BC的中點。其證明方式類似，但是會用到SSS全等，而在歐幾里德的幾何原本未提到SSS全等。
帕普斯在约公元300年用了一个非常简短的方法证明: 等腰三角形ABC中, AB=AC, BC=CB, CA=BA, 则三角形ABC与ACB全等(SSS), 故三角形ABC 两底角相等 Q.E.D. 在约1960年，赫伯特·吉伦特编写的程序也得到了相同的证明。

## 用作隱喻的驢橋定理
- 十四世紀作家理查德·昂格維爾（英语：Richard Aungerville）在《書之愛（英语：Philobiblon）》中將驴桥定理比擬為沒有梯子輔助的陡峭山坡，感歎多少可能成為幾何學家的人因此而回頭[9]。
- 在直言三段论中，「驢橋」作為尋找三段論中項的一個隱喻，同時有橋樑及考驗的含意在內[9]。
- 經濟學家約翰·斯圖爾特·密爾認為David Ricardo的地租理論是經濟學中的驢橋定理[10]。
- 驢橋也是魔術方塊中的一個特殊組態。